# 蓬塔堯里山
14°34′46″S 69°11′9″W / 14.57944°S 69.18583°W
蓬塔堯里山（Punta Yavre），是南美洲的山峰，位於玻利維亞和秘魯接壤的邊境，處於喬皮奧爾科山 (玻利維亞)和庫利帕塔山東北面，屬於安第斯山脈中阿波洛班巴山脈的一部分，海拔高度4,600米。